# Paola Grosson
Paola Grosson, nota anche con lo pseudonimo di Donna Paola (Bergamo, 11 gennaio 1866 – Quarto dei Mille, 13 maggio 1954), è stata una giornalista, scrittrice e attivista italiana collaboratrice e redattrice di varie riviste, figura di rilievo dell'emancipazionismo italiano.

## Biografia
Nata in una famiglia aristocratica di origine bretone, emigrata a Nizza durante la Rivoluzione francese. Il padre, Francesco Claudio, era un militare di carriera e la madre era Margherita Trolli. Il nonno paterno aveva ricoperto una carica diplomatica alla corte di Carlo Felice e, al momento della cessione di Nizza, il padre decise di assumere la nazionalità italiana. La condizione agiata della famiglia le permette di ricevere un'istruzione in un collegio cattolico, come da prassi per l’epoca. Nel 1884 sposa il medico Pietro Baronchelli,da cui si separa subito dopo la morte del figlio neonato. Si trasferisce a Firenze e nel 1895 esordisce nell’ambito giornalistico su Scena illustrata, con lo pseudonimo che manterrà per tutta la sua carriera, Donna Paola. Per la rivista fiorentina, tiene una rubrica quindicinale di commenti politici, filosofici e letterari intitolata “Calende e idi” fino al 1914. Grazie al suo talento critico e argutamente polemico, dal 1897 al 1908, diviene caporedattrice della rivista fiorentina. La sua carriera in campo giornalistico cresce notevolmente, avviando la collaborazione con numerose riviste e quotidiani, come Capitan Fracassa, Corriere di Napoli, Tribuna, Corriere dei piccoli, Vita femminile, Fanfulla, Gazzetta del Popolo, Almanacco della donna italiana e altri. Per Donna di Torino, inoltre, svolge anche una proficua attività di conferenziera sul tema della condizione femminile, che documenta in numerosi reportage.
Sempre con lo pseudonimo di Donna Paola, nel 1901 esordisce come scrittrice con Le confessioni di una figlia del secolo. Epistolario di una morta, romanzo epistolare di denuncia sociale. La protagonista incarna la condizione stereotipata della donna, relegata al ruolo che gli uomini e la società le hanno imposto per tutta la vita. Nella finzione narrativa, dopo il suo suicidio, la protagonista delinea il suo testamento spirituale e tenta di riappropriarsi della sua identità al di fuori delle costrizioni sociali esterne. Le sue idee sulla questione femminile sono condensate in Io e il mio elettore. Propositi e spropositi di una futura deputata, testo provocatorio pubblicato nel 1909 sotto forma di un’intervista, articolata in dieci conversazioni tra la scrittrice e un interlocutore immaginario, in cui si intreccia la condizione femminile con temi sociali, politici e giuridici che spaziano dal diritto di voto al ruolo delle donne nell’arte, alla scienza, alle istituzioni, fino all’educazione sessuale.
Nel 1911 si trasferisce a Firenze, dove diviene redattrice del Fieramosca; ruolo che ricopre anche nel 1918 presso Il popolo romano. Nel 1913 venne messa in scena la sua commedia in tre atti Sovrana, al teatro Argentina di Roma, spettacolo che suscita scalpore tra il pubblico per il vivace anticonformismo delle sue idee. Le sue posizioni decise nei confronti dei diritti delle donne diventano un fattore di riconoscimento.

## Emancipazione femminile e guerra
Lo scoppio della prima guerra mondiale significa per lei un passaggio epocale dal vecchio al nuovo secolo. Le posizioni riguardo al ruolo della donna durante la guerra consolidano ulteriormente il suo ruolo decisivo nel panorama sociale e intellettuale italiano di quegli anni. Si professa fin da subito accesa interventista e favorevole a una massiccia mobilitazione delle donne. Illustra le sue idee sulla guerra in due pubblicazioni: La funzione della donna in tempo di guerra (Bemporad, Firenze 1915) e La donna della nuova Italia. Documenti del contributo femminile alla guerra (maggio 1915 - maggio 1917) (Quintieri, Milano 1917). In entrambe queste opere, ella si mosta a favore del coinvolgimento attivo delle donne nelle politiche di guerra, affinché posano ottenere riconoscimento politico e sociale e un maggiore ruolo nella vita pubblica. 
Nel libro La funzione della donna in tempo di guerra, afferma che il primo dovere della donna sia di ordine morale. Dato il mutamento dei tempi, la nuova realtà della guerra richieda un nuovo e maggiore impegno civico alle donne. Nel libro si legge: «Chi avrebbe mai sognato sino a poco tempo fa addietro che la guerra cioè quel complesso di fatti e attività che sembravano i più estranei alle capacità femminili sarebbe stata di tutti gli eventi della vita nazionale quello che più avrebbe messo in valore il contributo della donna?». Prevedeva la partecipazione attiva della donna nella società bellica attraverso l'adesione ai Comitati di Preparazione civile che, secondo la sua visione, avrebbero dovuto schedare le volontarie in base alla mansione che si erano offerte di svolgere.
Il suo impegno nazionalistico si concreta anche in una trilogia per l'infanzia, di stampo patriottico e d'influenza deamicisiana: Pippetto vuol andare alla guerra (1916); Pippetto difende la patria (1920) e Pippetto fa l'italiano (1925), tutti e tre pubblicati da Bemporad a Firenze. Il protagonista dei tre romanzi è un orfano, attraverso le cui avventure l'autrice dipinge il panorama socio-culturale della guerra e del dopoguerra, connotato da esterofobia, opportunismo, entusiasmo dei volontari, trauma dei reduci di guerra e sentimenti nazionalisti. Pippetto diventa un modello di comportamento per le giovani generazioni, negli anni immediatamente precedenti all'avvento al potere del regime fascista.
Il suo forte impegno civile verso l'emancipazione femminile assume, talvolta, dei tratti anarchici, coniugati dialetticamente con un conservatorismo sociale e un nazionalismo politico. Le sue posizioni non possono essere definite propriamente femministe, perlomeno non nell'accezione moderna del termine, perché collocate in una cornice sociale primonovecentesca. In ogni caso, la visione anticonformista e progressista di Grosson rifiuta di relegare la donna alla mera funzione di madre; è invece a favore di una partecipazione concreta nella realtà pubblica, sia dal punto di vista civico, che politico e intellettuale, verso sentite istanze di affermazione della libertà personale.

## Ultimi anni
Durante il regime fascista, la sua attività giornalistica e letteraria cala notevolmente. Si trasferisce, per un breve periodo, a Roma e, successivamente, si stabilisce a Nervi, nei pressi di Genova, dove continua a scrivere sporadicamente per alcune testate. Sono di questo periodo le opere La cabina di proiezione (1930), Per vincere bisogna barare (1932) e alcuni racconti per il Corriere dei piccoli.
Muore a Quarto dei Mille a 88 anni.

## Scritti
- Le confessioni di una figlia del secolo. Epistolario di una morta, Milano, Carlo Aliprandi, 1901.
- Questi tempi, pubblicato a puntate su La Sera, Milano, 1903-1904.
- Io e il mio elettore. Propositi e spropositi di una futura deputata, Lanciano, Carabba, 1909.
- Sempresù. Avventure di un aeroplano, Verona, Baroni, 1910.
- La donna e il voto, Milano, Casa Editrice Nazionale, 1911.
- Sovrana, opera teatrale, Roma, 1913.
- La funzione della donna in tempo di guerra, Firenze, Bemporad, 1915.
- La sfinge che parla, Milano, Francesco Vallardi Editore, 1915.
- Pippetto vuol andare alla guerra, Firenze, Bemporad, 1916.
- La donna della nuova Italia. Documenti del contributo femminile alla guerra (maggio 1915 - maggio 1917), Milano, Riccardo Quintieri, 1917.
- Pippetto difende la patria, Firenze, Bemporad, 1920.
- Coniglio, cuor di leone, Milano, Riccardo Quintieri, 1920.
- Pippetto fa l'italiano, Firenze, Bemporad, 1925.
- La cabina di proiezione, 1930.
- Per vincere bisogna barare, Roma, Casa Editrice Nazionale, 1932.